# Буккросинг
Буккросинг (енгл. Bookcrossing) је пракса остављања књига на јавним местима да би је други покупили, прочитали и проследили даље. Израз је изведен од имена Интернет сајта  Архивирано на веб-сајту  (1. октобар 2020), који је започео ову праксу.

## Процес
Људи који желе да учествују у буккросингу направе налог на BookCrossing.com-у. Потом могу да региструју неку књигу на сајту. Регистрацијом се добија јединствени број „Буккросинг ИД“ (BookCrossing ID - BCID) помоћу кога се може пратити кретање књиге. Књига се обележи бројем и адресом сајта, и остави на јавном месту или да̂ неком.
Наредни читаоци књиге могу да оду на сајт и забележе своју локацију и утиске о књизи по њеном јединственом броју. Тако се ствара дневник који говори куда је књига све путовала и ко ју је читао.